# XX Bitter
XX Bitter is een Belgisch bier van hoge gisting.
Het bier wordt sinds 1998 gebrouwen in Brouwerij De Ranke te Dottenijs in Henegouwen. Het is sinds 2001 een trendsetter bij de opkomst van de bittere bieren en was toen het bitterste bier van België.

## Varianten
- XX Bitter, een blond bier met een alcoholpercentage van 6,2%.
- XXX Bitter, een blond bier met een alcoholpercentage van 6%. Gebrouwen vanaf 2013 op aanvraag van de importeur van Belgische bieren in de Verenigde Staten.